# Visionox
Visionox（ヴィジョノックス、中国名：维信诺）は、2001年に設立された中華人民共和国の有機EL製品の製造メーカー。清華大学の有機発光ディスプレイチームを前身とする。
（OLED)をベースにしており、中国本土では初のOLED製品を製造している。北京維信諾公司（北京VISIONOX）と昆山維信諾公司（昆山VISIONOX）の2つの拠点がある。

## 概要
Visionoxは、1996年に設立された清華大学の有機ELプロジェクトチームを前身として、2001年に北京市で設立された。 独立した研究開発部門、大規模な生産部門、マーケティング部門、販売部門を統合したハイテク企業であり、中華人民共和国で初の有機EL技術を製造したメーカーである。

## 沿革
2002年 - 中国初のOLEDパイロット生産ラインを建設。
2003年 - OLEDスクリーンとモジュールの少量生産と販売を開始。
2008年 - 清華大学と提携し、江蘇省昆山市に中国初の大型有機EL生産ラインを建設。 この大型生産ラインは、2008年の中国の主要な科学技術・技術・工学の進歩の一つに選ばれた。
2010年 - 江蘇省昆山市に新たなAMOLED生産ラインを建設し、最大17インチの有機ELディスプレイを生産を開始。
2011年 - AMOLEDの工業化プロジェクトを正式に開始。
2013年 - 中国内陸部では初となる自社設計のPMOLEDとAMOLEDの両方の生産ラインを建設し、生産を開始。
2014年 - 中国本土初の低温ポリシリコン（LTPS）フレキシブルAMOLEDフルカラーディスプレイを発表。
2016年 - 300億元近くの投資をし、第6世代AMOLEDプロジェクトが開始。
2018年 - 第6世代AMOLED生産ラインが稼働。7.2インチAMOLEDフレキシブル折りたたみスクリーンを発表。
2020年 - インカメラを埋め込んだディスプレイの量産を発表。